# Epafrodito

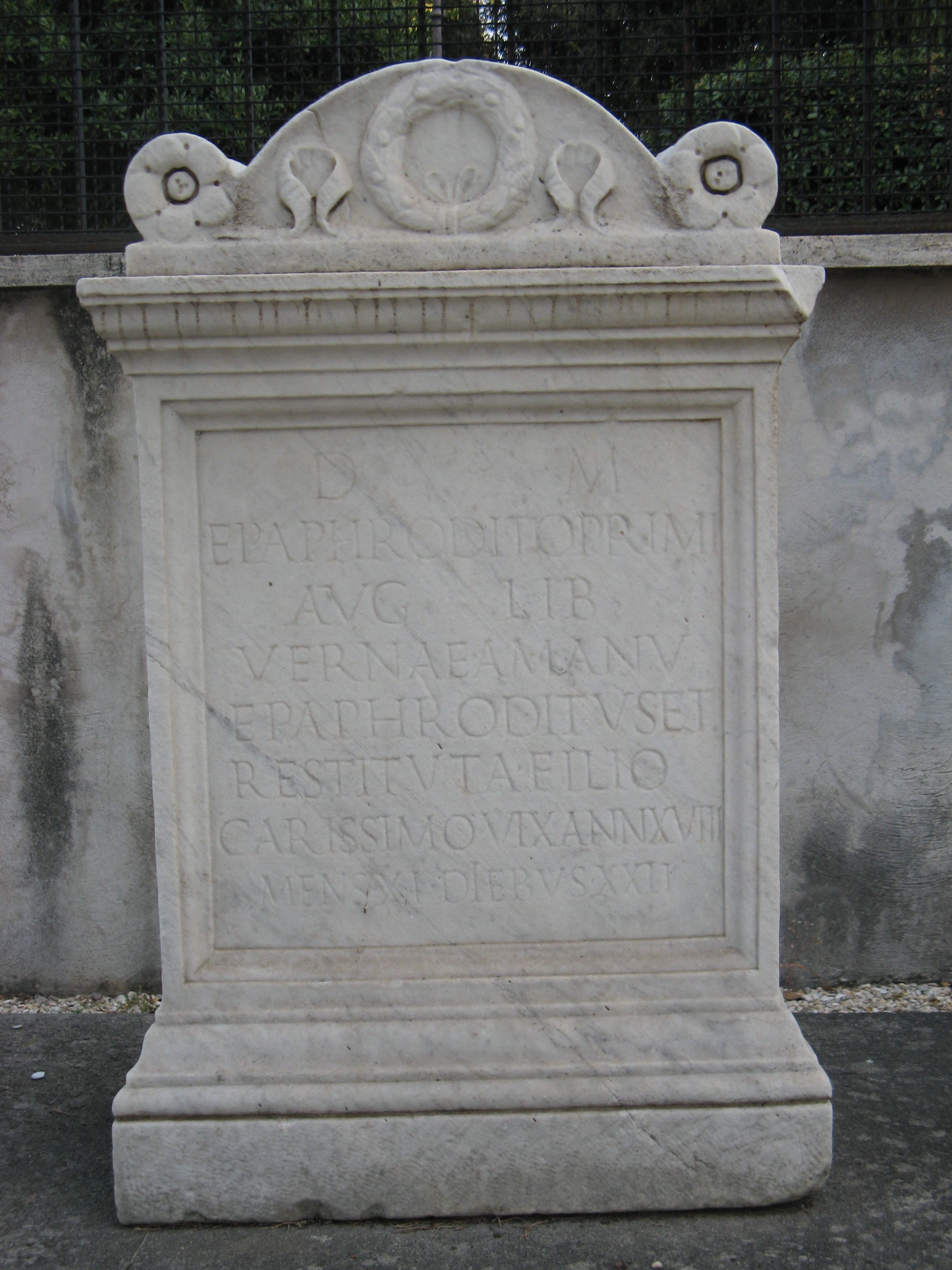
Inscripción dedicada a Epafrodito
Museo de las Termas de Diocleciano

Epafrodito (Epaphroditos o Epaphroditus, en griego Επαφροδιτος, 'dedicado a Afrodita'; c. 20-25- c. 95) fue un liberto y secretario del emperador romano Nerón. Posteriormente, fue ejecutado por Domiciano por fracasar en impedir el suicidio de Nerón.

## Biografía
Es probable que haya sido liberado por el emperador Claudio (41-54). Debido a que los libertos normalmente tomaban el nombre de sus antiguos amos, como un liberto imperial, el nombre oficial de Epafrodito era Tiberio Claudio Epafrodito (Tiberius Claudius Epaphroditus), al cual se le podía añadir Augusti libertus ("liberto del emperador"). Epafrodito fue un liberto imperial y secretario (en latín: a libellis), lo que significa que redactó las respuestas del emperador Nerón a peticiones. Es mencionado como apparitor Caesarum, por lo que se infiere que es algún tipo de sirviente de la familia imperial, pero sus deberes no son mencionados. Como viator tribunicius, debe haber servido a alguien con los atributos de un tribuno y este solo puede haber sido el emperador.
En 65, según Tácito, Epafrodito se enteró de que un grupo dirigido por el senador Cayo Calpurnio Pisón había organizado un golpe de Estado. Epafrodito informó inmediatamente al emperador, y Pisón y otros implicados fueron arrestados. Luego de que los conspiradores fueron ejecutados, Epafrodito recibió honores militares. Para entonces, era un hombre acaudalado y poseía grandes jardines en la colina de Esquilino, al este del Domus Aurea (Casa de oro), que Nerón había empezado a construir después del Gran incendio de Roma en 64.
Durante la conspiración que puso fin al gobierno de Nerón, Epafrodito acompañó a su señor en su huida, y el 9 de junio de 68, cuando Nerón intento suicidarse, lo asistió. No obstante, posteriormente, pagó con su propia vida este servicio, puesto que Domiciano primero lo desterró y luego ordenó su ejecución (c. 95), debido a que no se había aplicado a salvar la vida de Nerón.
Epafrodito era dueño del esclavo Epicteto de Hierápolis, un filósofo estoico, discípulo de Musonio Rufo.
No se trata del mismo Epafrodito a quien Flavio Josefo dedicó su obra Antigüedades judías, quien habría sido un liberto del emperador Trajano; tampoco es probable que fuera el Epafrodito mencionado por San Pablo en la Epístola a los filipenses en el Nuevo Testamento.